# کونگچتسه ماوه
کونگچتسه ماوه (به لهستانی:  Kończyce Małe) یک روستا در لهستان است که در گمینا زبژدوویتسه واقع شده‌است. کونگچتسه ماوه ۱۱٫۹۴ کیلومتر مربع مساحت و ۳٬۲۹۴ نفر جمعیت دارد.